# Acidificación del océano

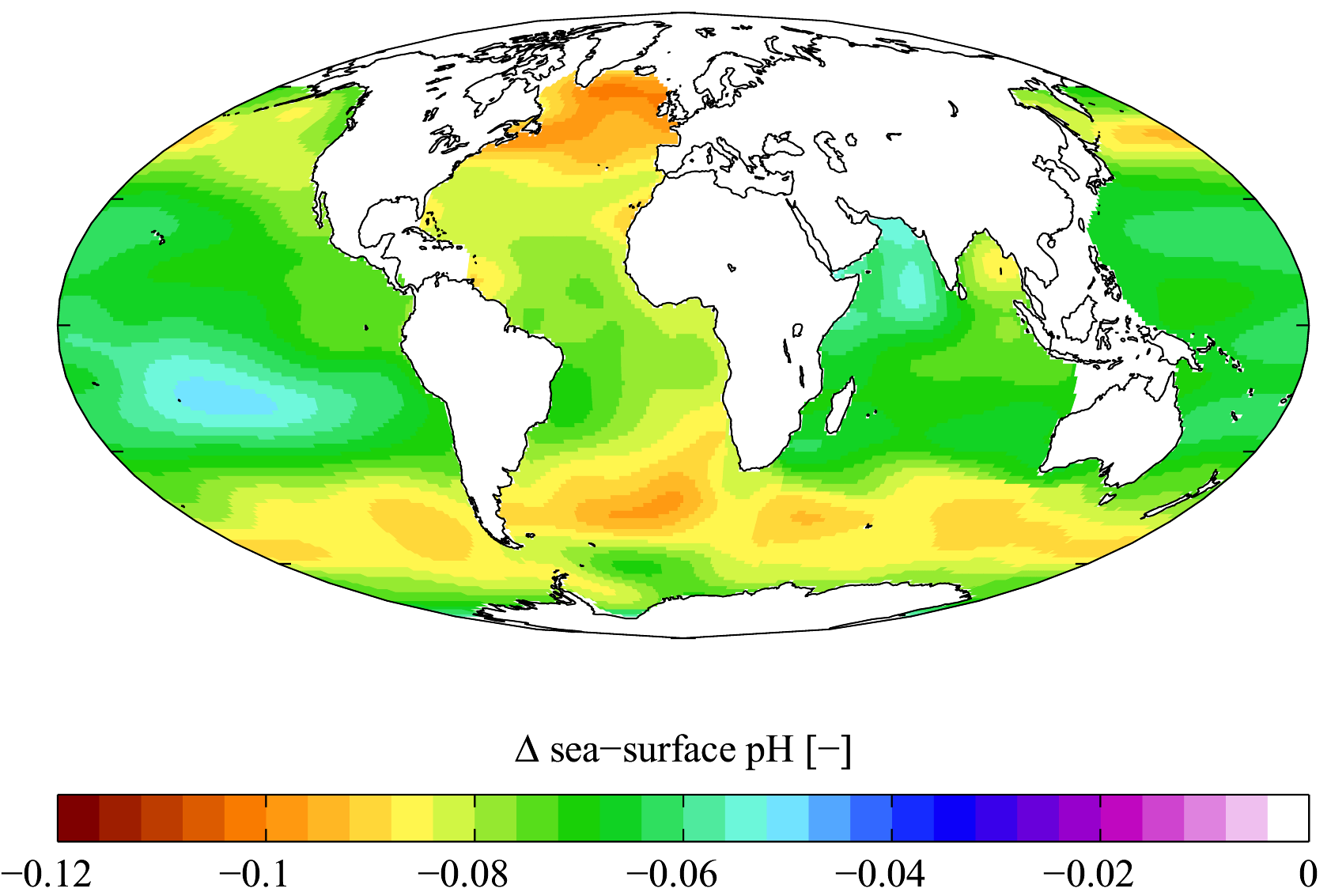
Cambio en el pH de la superficie marina causado por el CO_{2} antropogénico entre los años 1700 y los 1990.

La acidificación del océano es el proceso prolongado de reducción del pH de los océanos, que ocurre principalmente debido al intercambio de dióxido de carbono (CO2) con la atmósfera. Este intercambio de CO2 ocurre de manera natural, pero desde la Revolución Industrial los niveles de CO2 atmosférico se han incrementado desde aproximadamente 280 partes por millón (ppm) hasta superar los 400 ppm en 2018. La escala temporal de ambos procesos es diferente y tiene su origen en el ciclo del carbono. 
Este incremento de las emisiones de CO2 está relacionado con actividades humanas como la combustión de combustibles fósiles, la deforestación, y la fabricación de productos industriales como el cemento. Aproximadamente un tercio de este CO2 atmosférico adicional producido por humanos ha sido absorbido por los océanos. Esto hace que los océanos sean los sumideros de carbono más importantes del planeta. Cuando el CO2 se disuelve produce cambios químicos en las aguas marinas que llevan a una disminución en su pH, haciéndolas más acídicas.
El CO2 se incorpora a los océanos como gas disuelto o en las conchas de moluscos, que al morir caen al fondo y se convierten en creta o piedra caliza. La excesiva incorporación del CO2 al océano puede generar problemas ecológicos. Un pequeño cambio en el pH del agua puede suponer en muchos casos catástrofes medioambientales graves como la destrucción de arrecifes de coral, especialmente susceptible a cambios en la acidez del agua de mar. Se estima que entre 1751 y 1994 el pH de la superficie del océano ha descendido desde aproximadamente 8.179 a 8.104 (-0.075). Las proyecciones para 2100 indican que a medida que el océano absorba más CO2 se producirá un descenso de más de 0.3-0.5.

## Origen de la acidificación
El origen del mecanismo es que el agua de mar y el aire están en constante equilibrio en cuanto a la concentración de CO2. El gas se incorpora al agua en forma de anión carbonato, según la siguiente reacción:
CO2 + H2O ⇌ H2CO3 ⇌ HCO3− + H+ ⇌ CO32− + 2H+
La liberación de dos protones (H+) es la que provoca el cambio de pH en el agua. Así, un incremento de dicho gas en la atmósfera comportará un aumento de su concentración en el océano (y una rebaja del pH), mientras que un descenso de su concentración en la atmósfera provocará la liberación del gas desde el océano (y un aumento del pH). Es un mecanismo de tampón que atempera los cambios en la concentración de dióxido de carbono producidos por factores externos, como pueda ser el vulcanismo, la acción humana, el aumento de incendios, etc.
A una escala muchísimo más lenta, el ion carbonato disuelto en el océano acaba precipitando, asociado con un catión de calcio, formando piedra caliza. Esta piedra caliza acaba incorporándose a la corteza terrestre, y al cabo del tiempo regresa a la atmósfera por las emisiones volcánicas, en forma de CO2 una vez más, dentro del ciclo geoquímico del carbonato-silicato. Otra posibilidad es que emerja a la superficie terrestre por procesos tectónicos.
La acidificación tiene su origen, pues, en el rápido tamponamiento del aumento atmosférico de CO2. El pH de la superficie del océano ya ha caído 0,1 unidades, lo que representa un aumento del 30% en la acidez. A finales de este siglo, al ritmo actual de emisiones, el pH podría caer otras 0,3 unidades, lo que significaría, debido a la escala logarítmica del pH, un aumento de acidez de casi el 100%. Como comparación, en los últimos 300 millones de años, el pH del océano nunca ha caído más de 0,6 unidades por debajo del nivel de 1750. Pero, al ritmo actual de emisiones, el pH del océano podría caer más de 0,7 unidades por debajo del nivel preindustrial.
La velocidad actual de acidificación es al menos 100 veces superior a la velocidad máxima de los últimos cientos de miles de años y podría afectar a corales, estrellas de mar, ostras, cangrejos, gambas, mejillones, langostas, cocolitóforos (un tipo de fitoplancton), pterópodos (caracoles marinos) y foraminíferas (plancton relacionado con las amebas).

## El Ciclo del Carbono
En el ciclo natural del carbono, la concentración de dióxido de carbono (CO2) muestra un equilibrio de flujos entre los océanos, la biosfera terrestre y la atmósfera. Las actividades humanas tales como los cambios en los usos del suelo, la combustión de combustibles fósiles, y la producción de cemento ha supuesto un nuevo aporte de CO2 a la atmósfera. Parte de este aporte ha permanecido en la atmósfera (donde es responsable del aumento de las concentraciones atmosféricas), parte se cree que ha sido tomada por las plantas terrestres, mientras que otra parte ha sido absorbida por los océanos.
Cuando el CO2 se disuelve, reacciona con el agua para formar un equilibrio entre especies químicas iónicas y no iónicas: el dióxido de carbono libre en disolución (CO2 (aq)), el ácido carbónico (H2CO3), el bicarbonato (HCO3-) y el carbonato (CO32-). La relación entre estas especies depende de factores tales como la temperatura del agua de mar y la alcalinidad.

## Acidificación
| Tiempo                  | pH    | Cambio en el pH | Fuente            |
| ----------------------- | ----- | --------------- | ----------------- |
| Preindustrial (1700s)   | 8,179 | 0.000           | análisis de campo |
| Pasado reciente (1990s) | 8,104 | -0,075          | campo             |
| 2050 (2×CO2 = 560 ppm)  | 7.949 | -0,230          | modelo            |
| 2100 (IS92a)            | 7,824 | -0,355          | modelo            |

El CO2 disuelto en el agua incrementa también de concentración del ion hidrógeno en el océano, descendiendo así en pH oceánico. El uso del término "acidificación oceánica" para describir este proceso fue introducido por Caldeira y Wickett (2003). Desde el comienzo de la revolución industrial, se ha estimado que el pH de la superficie del océano ha caído desde poco menos de 0,1 unidades (en la escala logarítmica de pH)), y se ha estimado que descenderá más allá de las 0,3-0,5 unidades para 2100 a medida que el océano absorba más CO2 antropogénico. Nótese que, aunque el océano se acidifica, su pH es aún superior a 7 (el del agua neutra), de manera que se puede decir también que el océano se está haciendo menos alcalino. 

## Posibles impactos
Mientras que la absorción natural de CO2 por los océanos mundiales ayuda a mitigar los efectos climáticos de las emisiones antropogénicas de CO2, se cree que el descenso resultante en pH tendrá consecuencias negativas, principalmente para los organismos calcáreos. Estos usan los polimorfos del carbonato cálcico o la calcita, para construir cubiertas celulares o esqueletos. Las especies calcáreas abarcan en la cadena trófica desde autótrofos a heterótrofos e incluyen organismos tales como los cocolitofóridos, los corales, los foraminíferos, los equinodermos, los crustáceos y los moluscos.
En condiciones normales la calcita es estable en las aguas superficiales dado que el ion carbonato se encuentra en concentraciones sobresaturadas. No obstante, a medida que el pH desciende, lo hace la concentración de este ion, y cuando el carbonato pasa a estar en insaturación, las estructuras hechas de carbonato cálcico pasan a ser vulnerables a la disolución. Diversas investigaciones han encontrado que en corales, algas cocolitofóridas, foraminíferos y mariscos se detecta la reducción de la calcificación y el incremento de la disolución cuando son expuestos a CO2 elevados. La Royal Society of London ha publicado una revisión exhaustiva, sobre la acidificación de los océanos y sobre sus consecuencias potenciales, en junio de 2005.
Mientras que las consecuencias ecológicas finales de estos cambios en la calcificación son todavía inciertas, parece claro que las especies calcáreas se verán desfavorablemente afectadas. Hay también algunas evidencias de que en particular el efecto de la acidificación en los cocolitofóridos (que están entre el fitoplancton más abundante del océano) puede ocasionalmente exacerbar el cambio climático, mediante el descenso del albedo de la tierra a través de sus efectos sobre la cobertura de nubes oceánicas.
Aparte de los efectos sobre la calcificación (y específicamente sobre las especies calcáreas), los organismos pueden sufrir otros efectos adversos, tanto directos como en cuanto a la su fisiología y su reproducción (p.ej. la acidificación de los fluidos corporales inducida por el CO2, conocida como hipercapnia), o indirectamente a través de impactos negativos en los recursos alimentarios.

### Lecturas para profundizar
- Cicerone, R.; J. Orr, P. Brewer et al. (2004). «The Ocean in a High CO2 World». EOS, Transactions American Geophysical Union 85 (37): 351-353. ISSN 0096-3941. doi:10.1029/2004EO370007. Archivado desde el original el 5 de marzo de 2007.

- Doney, S. C. (2006). «The Dangers of Ocean Acidification». Scientific American 294: 58-65. ISSN 0036-8733., (Article preview only).

- Feely, R. A.; Sabine, Christopher L.; Lee, Kitack; Berelson, Will; Kleypas, Joanie; Fabry, Victoria J.; Millero, Frank J. (2004). «Impact of Anthropogenic CO2 on the CaCO3 System in the Oceans». Science 305 (5682): 362-366. ISSN 0036-8075. doi:10.1126/science.1097329.

- Henderson, Caspar (5 de agosto de 2006). Ocean acidification: the other CO2 problem. NewScientist.com news service.

- Jacobson, M. Z. (2005). «Studying ocean acidification with conservative, stable numerical schemes for nonequilibrium air-ocean exchange and ocean equilibrium chemistry». Journal of Geophysical Research - Atmospheres 110: D07302. ISSN 0148-0227. doi:10.1029/2004JD005220.

- Kleypas, J.A., R.A. Feely, V.J. Fabry, C. Langdon, C.L. Sabine, and L.L. Robbins. (2006). Impacts of Ocean Acidification on Coral Reefs and Other Marine Calcifiers: A Guide for Further Research, report of a workshop held 18-20 April 2005, St. Petersburg, FL, sponsored by NSF, NOAA and the U.S. Geological Survey, 88pp.

- Kolbert, E. (2006). The Darkening Sea: Carbon emissions and the ocean. The New Yorker magazine. 20 November 2006.

- Sabine, C. L.; Feely, Richard A.; Gruber, Nicolas; Key, Robert M.; Lee, Kitack; Bullister, John L. et al. (2004). «The Oceanic Sink for Anthropogenic CO2». Science 305 (5682): 367-371. ISSN 0036-8075. doi:10.1126/science.1097403.

- Stone, R. (2007). «A World Without Corals?». Science 316 (5825): 678-681. ISSN 0036-8075. doi:10.1126/science.316.5825.678.

### Cálculos sobre el sistema del Carbonato
Las siguientes aplicaciones calculan el estado del sistema del carbonato en agua de mar (incluido el pH):
- CO2SYS, una aplicación ejecutable (también disponible en versión para Microsoft Excel/VBA)
- seacarb, una aplicación en R para Windows, Mac OS X y Linux (también disponible aquí Archivado el 6 de agosto de 2020 en Wayback Machine.)
- CSYS, una rutina Matlab

- Datos: Q855711
- Multimedia: Ocean acidification / Q855711